# Anton Schäfer (Politiker)

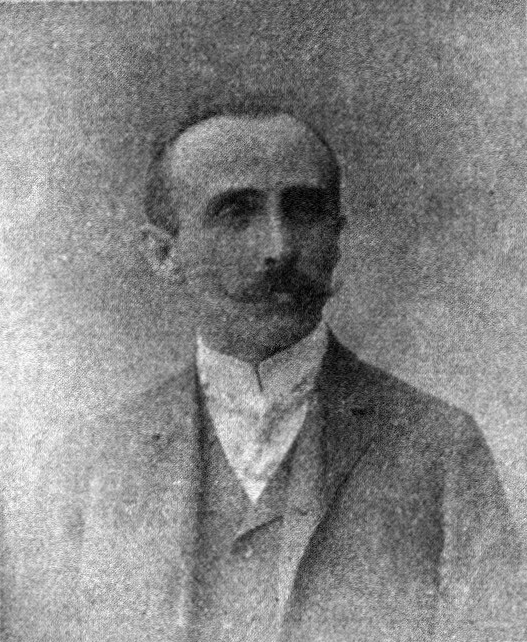
Anton Schäfer – Wiener Bilder, 29. Mai 1907, S. 6 ÖNB.

Anton Schäfer (* 12. August 1868 in Christiansau, Österreich-Ungarn; † 24. November 1945 in Liberec, Tschechoslowakei) war ein österreichischer und tschechischer Politiker, Gewerkschafter und Sozialdemokrat.

## Leben und Beruf
Als Porzellanmaler lernte Anton Schäfer auf seiner Wanderschaft unter anderem die sozialdemokratische Bewegung in Deutschland kennen und übernahm in Böhmen verschiedene Aufgaben in der erstarkenden Gewerkschaftsbewegung. 1897 wurde er Obmann der Union der Glas- und Keramischen Arbeiter Österreichs in Wien. 1899 wurde er Landesgewerkschaftssekretär. Als Vorsitzender der Reichenberger Bezirksorganisation nahm er auch maßgeblichen Einfluss auf die Gewerkschaftsbewegung in Böhmen.
Er vertrat die böhmischen Sozialdemokraten auf dem Kongress der 2. Internationalen (1912) in Basel.
Bis zur nationalsozialistischen Besetzung Böhmens war Anton Schäfer auch Direktor der Allgemeinen Arbeiter-, Kranken- und Unterstützungskasse in Reichenberg.
Sein besonderer Schwerpunkt galt der Bildungsfrage der Arbeiter und er war auch selbst im Bereich der Arbeiterbildung und in der Jugendfürsorge tätig.

## Abgeordneter
Anton Schäfer war ab 1907 bis 1917 Reichsratsabgeordneter der Österreichisch-ungarischen Monarchie. Vom 21. Oktober 1918 bis zum 16. Februar 1919 war er für die Sozialdemokratische Partei Mitglied der Provisorischen Nationalversammlung für Deutsch-Österreich.
Mit Josef Seliger und anderen ehemaligen Reichsratsabgeordneten war er danach im kurzzeitig bestehenden deutsch-böhmischen Landtag tätig.
1920 bis 1936 war er Mitglied des tschechischen Abgeordnetenhauses (Prager Parlament) für die DSAP.